# Classe Olympic
La Classe Olympic è formata da tre navi passeggeri gemelle, appartenenti alla compagnia marittima inglese White Star Line; l'ultima fu utilizzata solo come nave ospedale durante la prima guerra mondiale.

## Le navi

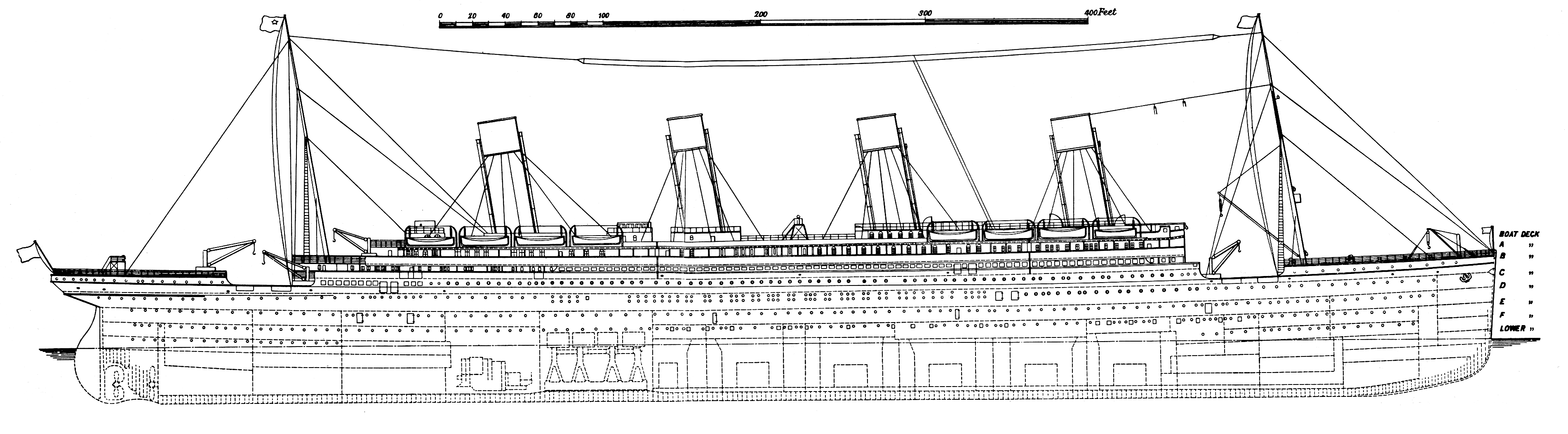
Piano laterale dell'Olympic e del Titanic.

| Foto | Nome      | Prefisso | Soprannome                               | Tipo                                                                    | Varo             | Entrata in servizio | Destino finale                                                                         |
| ---- | --------- | -------- | ---------------------------------------- | ----------------------------------------------------------------------- | ---------------- | ------------------- | -------------------------------------------------------------------------------------- |
|      | Olympic   | RMS      | The Old Reliable (la vecchia affidabile) | Transatlantico (1911-1915; 1918-1934) Nave trasporto truppe (1915-1918) | 20 ottobre 1910  | 14 giugno 1911      | Ritirata a Southampton nel marzo 1935 e successivamente demolita tra il 1935 e il 1937 |
|      | Titanic   | RMS      | The Unsinkable (l'inaffondabile)         | Transatlantico                                                          | 31 maggio 1911   | 10 aprile 1912      | Affondata dopo l'urto con un iceberg la notte tra il 14 e il 15 aprile 1912            |
|      | Britannic | HMHS     | -                                        | Nave ospedale                                                           | 26 febbraio 1914 | 23 dicembre 1914    | Affondata dopo l'urto con una mina tedesca il 21 novembre 1916                         |

### RMS
- Olympic – varata nel 1910, convertita ad uso militare durante la prima guerra mondiale, ritornata al servizio civile in tempi di pace e demolita nel 1935;
- Titanic – varata nel 1911 e affondata in servizio civile durante il viaggio inaugurale, nel 1912, dopo la collisione con un iceberg;

### HMHS
- Britannic – varata nel 1914, convertita a nave ospedale militare prima dell'entrata in servizio civile e affondata nel 1916 dopo l'urto con una mina tedesca.